# Pfarrkirche Plangeross

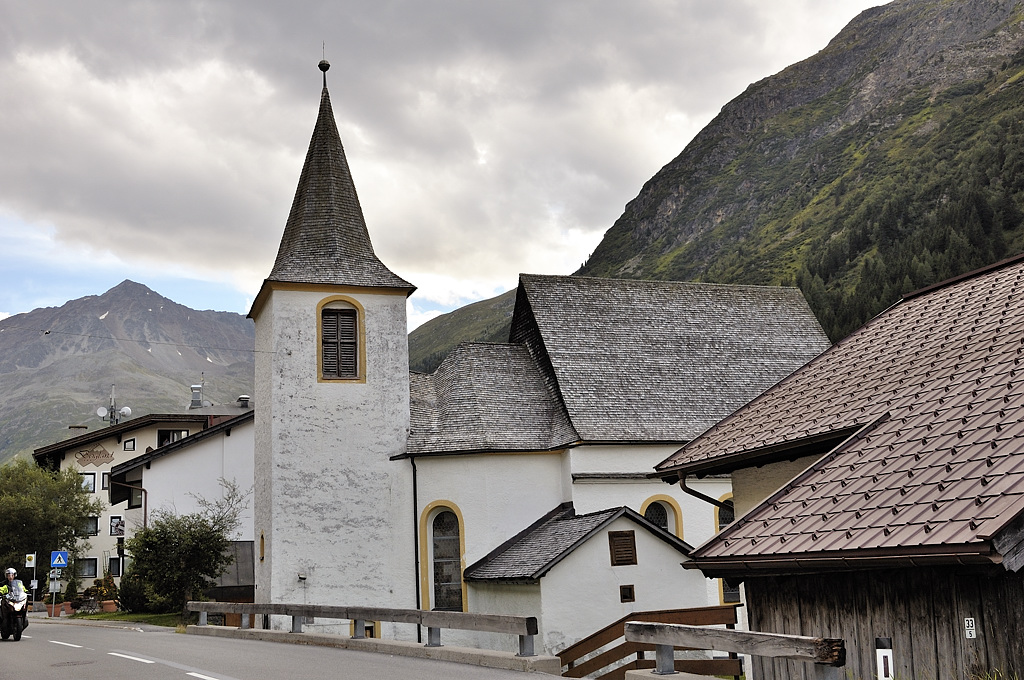
Pfarrkirche Mariahilf in Plangeross

Die römisch-katholische Pfarrkirche Plangeross steht in der Ortschaft Plangeross in der Gemeinde St. Leonhard im Pitztal im Bezirk Imst in Tirol. Sie ist dem Attribut Mariahilf geweiht und gehört zum Dekanat Imst in der Diözese Innsbruck. Das Gebäude steht unter Denkmalschutz.

## Lagebeschreibung
Die Kirche liegt in der Ortschaft Plangeross und ist von einem Friedhof umgeben.

## Geschichte
Mitte des 18. Jahrhunderts erhielten die Bergbauern von Plangeross nach zahlreichen Ansuchen ihren eigenen Geistlichen. Die Kirche wurde 1765 anstelle einer älteren Kapelle erbaut und 1778 geweiht. 1891 erfolgte die Erhebung zur Pfarrkirche, seit 1957 erfolgt die Betreuung jedoch aus dem Ort St. Leonhard heraus. Eine Innenrestaurierung erfolgte in den Jahren 1976 bis 1978.

## Architektur
Außenbeschreibung
Die Kirche ist ein einfacher spätbarocker Bau mit gedrungenem Ostturm, eingezogenem Chor und westlichem Vorjoch.
Innenbeschreibung
Über dem quadratischen Kirchenschiff ist Platzlgewölbe, das auf Pfeilern ruht. Der korbbogige Triumphbogen trennt Kirchenschiff und Chor. Der Chor ist durch einen 5/8-Schluss abgeschlossen.
Die Kirche besaß im 19. Jahrhundert drei Altäre und drei Deckenbilder mit Marienmotiven, die ähnlich wie bei der Expositurkirche Zaunhof im Jahr 1900 von Thomas Köhle übermalt wurden. Die heutigen Deckenmalereien schuf Wolfram Köberl im Jahr 1976. Das kleine, kreisrunde Deckenbild im Altarraum zeigt zwei Putten, die ein Schriftband mit dem Schriftzug „Con CVrre ChrIstIanItas aD aVXILI atrICeM“ halten. In der Flachkuppel des Hauptraumes zeigt die Deckenmalerei ein komplexes ikonographisches Programm, dessen zentrales Motiv das Erlösungswerk Christi ist. Köberl schuf auch die Kreuzwegstationen im Innenraum.

## Ausstattung
Der Hochaltar mit seinen späten Rokokoformen wurde 1774 geschaffen und im Rahmen der Kirchenweihe 1778 geweiht. Auf dem Altar befinden sich ein Mariahilf-Bild in Anlehnung an das Gnadenbild Mariahilf im Innsbrucker Dom, darunter das Fegefeuer, darüber der Gottvater und die Taube des Hl. Geistes. Dieses und das Bild im Auszug von Christus als Guten Hirten stammen vermutlich von Josef Wörle aus Imst.
Auf dem Hochaltar befinden sich auch Statuen des heiligen Josefs und des heiligen Jakobus von Martin Falbesoner aus dem Jahr 1771. Der barocke Kanzelkorb wird heute als Ambo verwendet. Rechts am Chorbogen steht eine barocke Figur der Madonna mit Kind, ein privates Geschenk an die Kirche.

## Orgel
Die Orgel von Mathias Weber stammt aus dem zweiten Viertel des 19. Jahrhunderts.